# Helmstedter Straße 13 (Magdeburg)

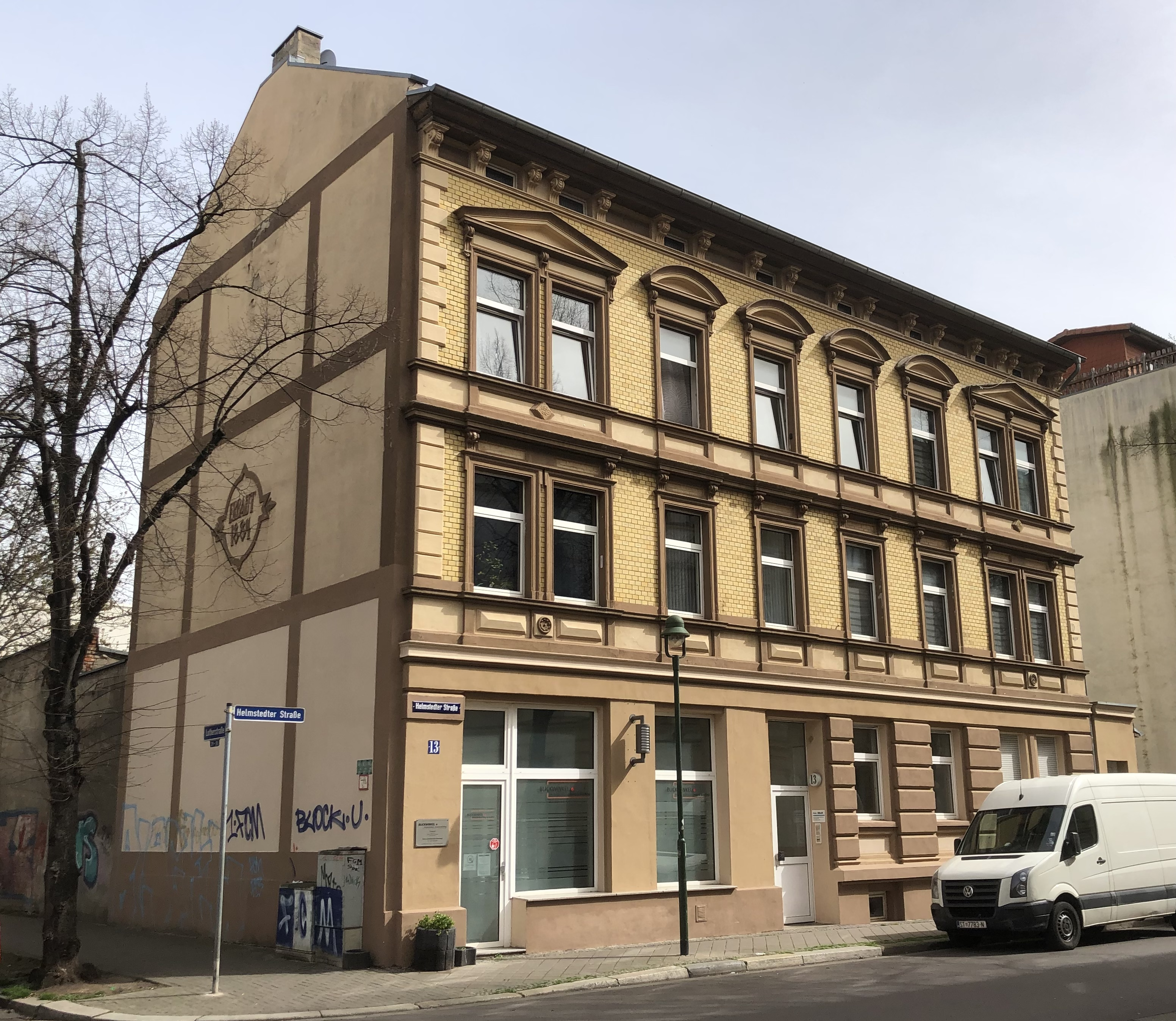
Haus Helmstedter Straße 13 im Jahr 2022

Helmstedter Straße 13 ist ein denkmalgeschütztes Wohnhaus im Magdeburger Stadtteil Sudenburg in Sachsen-Anhalt.

## Lage
Das Gebäude befindet sich auf der Ostseite der Helmstedter Straße, in einer Ecklage zur südlich einmündenden Lutherstraße und gehört auch zum Denkmalbereich Helmstedter Straße 5–13, 53–55, 57–61. Etwas südlich befindet sich das gleichfalls denkmalgeschützte Haus Helmstedter Straße 12.

## Architektur und Geschichte
Das dreigeschossige verputzte Gebäude entstand in der Zeit um 1870/1880 im Stil der Neorenaissance. Im Erdgeschoss ist die achtachsige Fassade rustiziert. Es besteht eine horizontale Gliederung mittels profilierter Gesimse. Die Fensteröffnungen sind in den jeweils beiden äußeren Achsen zusammengefasst. Die Fensterverdachungen sind im zweiten Obergeschoss als Dreiecksgiebel und in den vier mittleren Achsen als Segmentbögen gestaltet. Das flache Satteldach kragt etwas vor und ruht auf Konsolsteinen. 
Im örtlichen Denkmalverzeichnis ist das Wohnhaus unter der Erfassungsnummer 094 82049 als Baudenkmal verzeichnet.
Das Gebäude gilt als Bestandteil der gründerzeitlichen Straßenbebauung als städtebaulich und stadtgeschichtlich bedeutend.